# Baross László
Bellusi Baross László (Felsőzsember, 1865. október 16. – Bánkútpuszta, 1938. június 3.) mezőgazdasági szakember, búzanemesítő.

## Család, fiatalkora
Baross László Felsőzsember községben született középbirtokos családban. Apja bellusi Baross Lajos (sz. 1827-ben), édesanyja Szenterzsébeti Forster Luiza volt. Bátyja: Kálmán (sz. 1857) és István (sz. 1857), mindketten később a Magyar Királyi Statisztikai Hivatal tisztviselői lettek. Öccse, Miklós (sz. 1867) tábori lelkész lett a magyar testőrségnél. Mária (sz. 1869) húga Veress Józsefhez ment feleségül.
Elemi iskoláit Körmöcbányán, középiskoláit a nagyszombati főgimnáziumban végezte, majd 1884-ben beiratkozott a Magyaróvári Magyar Királyi Gazdasági Akadémiára, ahol a német nyelvű évfolyamok megszüntetésével ekkor zárult le a két tannyelvű képzés, és lett az oktatás nyelve kizárólag a magyar. Kedves tanára volt Cserháti Sándor, a növénytermesztéstan professzora, aki tulajdonképpen elindította a növénynemesítői pályán. Az Akadémia elvégzése után 1887-ben József főherceg uradalmainak alkalmazottja lett. Először a fejér vármegyei alcsúti uradalomban dolgozott, 1892-től a gyapjui (Bihar vármegye) uradalomban volt segédtiszt, majd három év múlva Bánkútra került.
Felesége Valkovszky Mária, gyermekeik: Hedvig (sz. 1896. július 26., Bánkút), Lajos (sz. 1898. március. 9. Bánkút), Mária (sz. 1903. szeptember. 5., Bánkút) és Ilona (sz. 1909. augusztus 9., Bánkút) voltak.

## Bánkút
A bánkúti gazdaság József főherceg nagy kiterjedésű birtokai közül a kisjenői (akkor Arad vármegye) uradalomhoz tartozott. Az Elek részeként számon tartott Bánkút-pusztát 1822-ben kapta meg József nádor, melyet 1878-ig teljes egészében haszonbérbe adtak. Ekkor állították fel a Rózsa-majori, majd 1886-ban a László-majori kerületet, s ezáltal a bánkúti gazdaságból 3486 kh és 756 négyszögöl került házi kezelésbe. 1895-ben az egész bánkúti uradalom területének (6563 kh 141 n.öl) túlnyomó többsége (94%) szántó volt. Mivel Bánkúton a termőtalaj a környező területeknél gyengébb sziktartalmú volt, a búzatermesztésre kedvező feltételek adódtak.
Baross 1895-ben került Bánkútra, először László-majorba intézőnek, majd 1911-ben kinevezték a bánkúti uradalom jószágfelügyelőjévé, s itt élt élete végéig.
Baross a köztudatban mint a "bánkúti búzák atyja" szerepel. Számottevő azonban egyéb növénynemesítői tevékenysége is, melyet nem a búzával, hanem a kukoricával kezdett meg Bánkútra kerülésekor. Egyes újságcikkek már az alcsuti tengeri nemesítését is neki tulajdonították, de ő legfeljebb segédkezett ebben. Baross e vidékre a Prairie királynője lófogú tengerit tartotta legmegfelelőbbnek, melyet számos fajtával próbált keresztezni, végül több évi sikertelen kísérletezés után az akkoriban meglehetősen elterjedt Szerémi tengeriben találta meg a megfelelő fajtát, melyet azután természetesen még sok-sok további kiválasztással és keresztezéssel kellett javítani, amíg létrejött a Bánkúti lófogú kukorica. A Bánkúton nemesített kukoricával Baross 1914-ben az OMGE (Országos Magyar Gazdasági Egyesület) által rendezett I. országos kukoricakiállításon első díjat nyert.
1900-ban kezdett foglalkozni Baross László a cukorrépa nemesítésével. A bánkúti cukorrépát különböző németországi fajták keresztezéséből állította elő, ezt megelőzően 1905-1908 között több tanulmányutat tett Németországban.
Élénken érdeklődött más mezőgazdasági problémák iránt is, a talajművelésről, trágyázásról, vetésforgókról vagy akár a kévekötő aratógépekről számos cikke jelent meg a korabeli szaklapokban.

## A századelőn
A 19. század végi gabonaválság után az 1900-as évek első évtizedének vége felé konjunktúra köszöntött a magyar mezőgazdaságra. Az 1906-ban bevezetett agrárvámok még csak fokozták ezt a fellendülést. Jelentősen növekedett a mezőgazdasági gépesítettsége, nőtt a beáramló kölcsöntőke összege. Mindezek eredményeként komoly fejlődést ért el az állattenyésztés és a növénytermesztés, ez utóbbinál emelkedtek a termésátlagok, de továbbra is a szemtermelés dominált. Az OMGE, illetve annak megyei szervei támogatták a nemesítési törekvéseket, az OMGE lapja, a "Köztelek" pedig rendszeresen helyet adott a nemesítéssel foglalkozó cikkeknek. A hazai nemesítés történetében jelentős volt az Országos Növénynemesítő Intézet létrehozása 1909-ben, mely szervezetten segítette ezt a nagy jelentőségű munkát.
Baross a búzanemesítést 1908-ban kezdte meg. Ebben az időben a magyar búza hazai és külföldi fajták keveréke volt. Általában kései érésű, gyenge szalmájú és könnyen megdőlő. Az aratás előtt gyakran beállt rekkenő hőség következtében magja rendszerint megszorult, s így gyakran gyenge termést adott. Ehhez járult még a gyakori rozsdakár, mely szintén jelentős veszteségeket okozott. Mindezeket a negatívumokat akarta felszámolni Baross, mikor megkezdte búzanemesítői tevékenységét. A régi tiszavidéki búzából egyedi tőkiválasztással kísérletezett, anyaga számos családdá szaporodott, de csak a Bánkúti 207-tel és főleg a Bánkúti 5-tel ért el számottevő eredményt. Kísérleteihez nagy segítséget jelentett, hogy 1911-ben rangban előre lépett és főleg az, hogy létrehozhatta a Rózsa-majorban a kísérleti telepet. Bánkúton először mindössze 9 hold volt a búzanemesítő anyatelep, az anyatörzsek első évi szaporulatát még külön e célra szolgáló szerszám segítségével kézzel ültette el, és a termést kézi készülékkel dörzsöltette ki. A második esztendőben már két kis ötsoros vetőgéppel vetették a szemeket, és járgányos kis cséplővel csépelték. A harmadik évi szaporítás 40-50 kh-n, a negyedik évi 200-300 kh-n történt, a vetést, illetve a cséplést rendes vetőgéppel és gőzcséplővel végezték.
A bánkúti uradalom ebben az időben egy jól szervezett és irányított gazdaság képét mutatta. A Baross László által készített üzemtervből is ez tárul elénk. De ennek természetesnek is kellett lennie, hiszen az uradalom Barosst nem növénynemesítőnek, hanem gazdasági vezetőnek szerződtette.
A gondosan elkészített üzemterv részletesen ismerteti a vetéstervet egyes növényféleségekre, illetve területre lebontva, továbbá a traktor-, gőzeke- és igaerőt, valamint az állatállományt. Szükségesnek tartja cselédlakások, raktárak (gépek és eszközök számára) építését, továbbá épület-átalakításokat szorgalmaz a termények tárolása céljából.

## Az I. világháború után
Az első világháború után Magyarország elvesztette búzapiacait, ugyanis az 1920-as években egész Európát elárasztotta a kiváló minőségű amerikai és kanadai Manitoba búza. Manitoba búzán ebben az időben az olyan minőségű búzát értették, mely elsősorban Kanada három tartományában: Manitoba, Saskatchewan és Alberta tartományokban termesztett búza jellegének felel meg. A Manitoba szó tehát tulajdonképpen származást jelent, mint nálunk a tiszavidéki. Fajta szempontjából Észak-Amerikában a Marquis nevű búzafajtát termesztették. A 20-as évek derekán Kanada legfőbb búzatermő területein 90%-ban Marquis-t takarítottak be.
A Cserháti Sándor alapította magyaróvári Országos Növénytermelési Kísérleti Intézet egyik fiatal munkatársa, Surányi János – a későbbi neves tudós – kutatásai és a szakirodalom alapján felfigyelt a Marquis búzára. Kérésére a keresztezésből származó tavaszi búzából 1914-ben 50 kg-ot küldtek Ottawából Magyarországra. A magyaróvári intézetben, valamint a szintén Cserháti tanítvány Hankóczy Jenő (1879–1939) találmányával, a farinométerrel – az általa szervezett, majd később irányított Gabona- és Lisztkísérleti Állomáson – végzett kísérletek egyértelműen igazolták e búza kiváló tulajdonságait, s azt is, hogy őszi búzának is nagyszerűen alkalmas a hazai talaj- és éghajlati viszonyok között. Ebből az 50 kg-ból kapott egy kis mennyiséget 1915-ben Baross, aki kiváló érzékkel és szaktudással felismerte, hogy e búza megfelelő nemesítésével ki lehet küszöbölni a magyar búza hibáit. (A Marquis búza egyik szülője Galíciából származott, ahová a múlt század derekán Magyarországról szállították a tiszavidéki búzák vetőmagját.)
Baross a Marquis-ból először tavaszi és őszi törzseket állított elő, s Bánkúti tar búza elnevezéssel hozta forgalomba. A Marquis számos előnyös tulajdonságát (korai fejlődés, nagy szalmaerősség és éppen ezért a rozsdával és dőléssel szembeni fokozottabb ellenálló képesség, acélos mag nagy hl súllyal, kiváló lisztminőség stb.) csökkentette egy komoly hibája: nem volt fagyálló. Barossnak sikerült ezen javítania, s a kitenyésztett fagyálló őszi Marquis-törzseket, a már előbb említett tiszavidékiből származó Bánkúti 5-tel keresztezte. Ezekből állította elő a legnevesebb őszi bánkúti búzákat: a B 1014-t, a B 1201-t és a B 1205-t.

## Fogadtatás

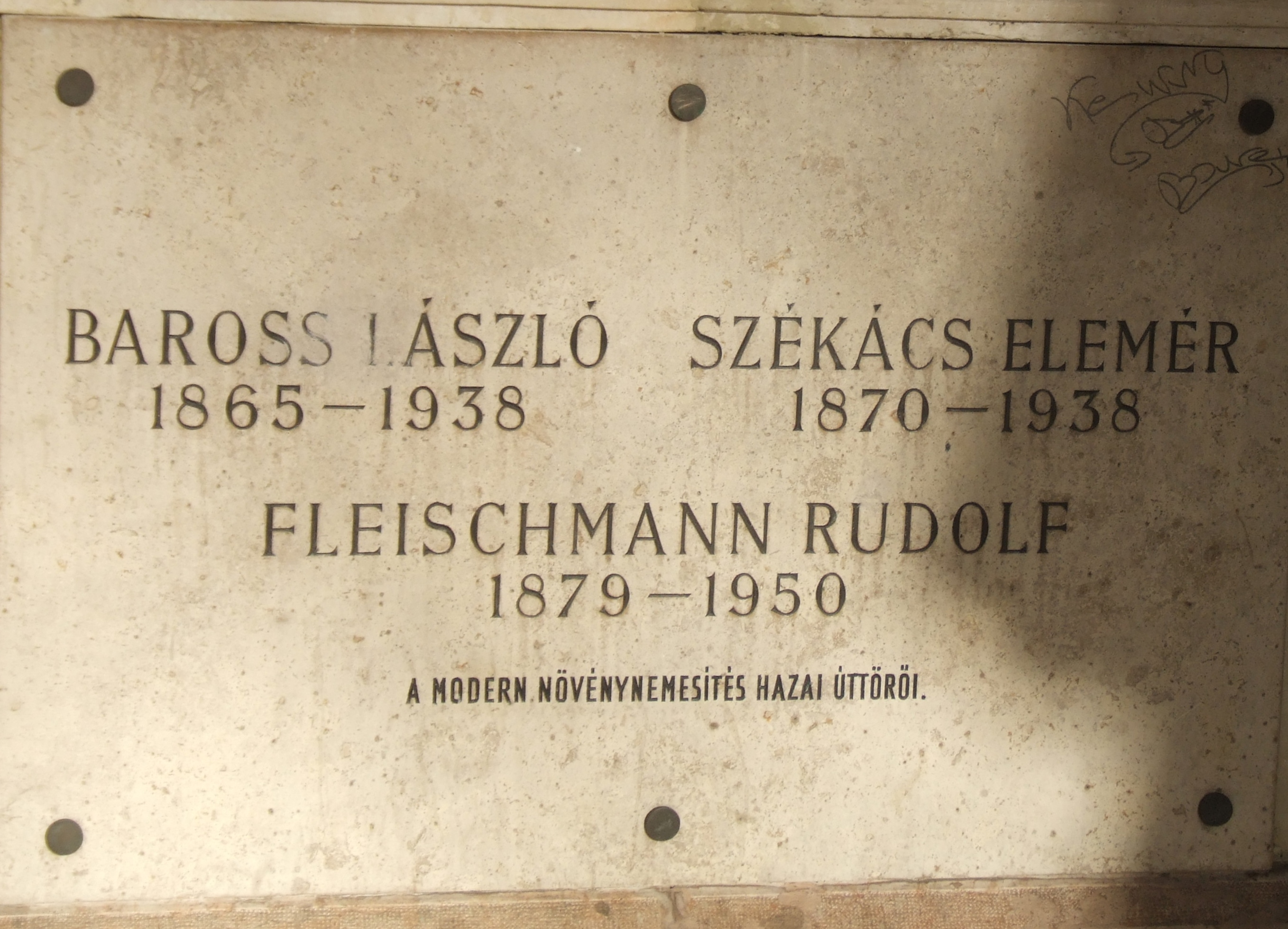
Emléktáblája
Kossuth Lajos tér 11.

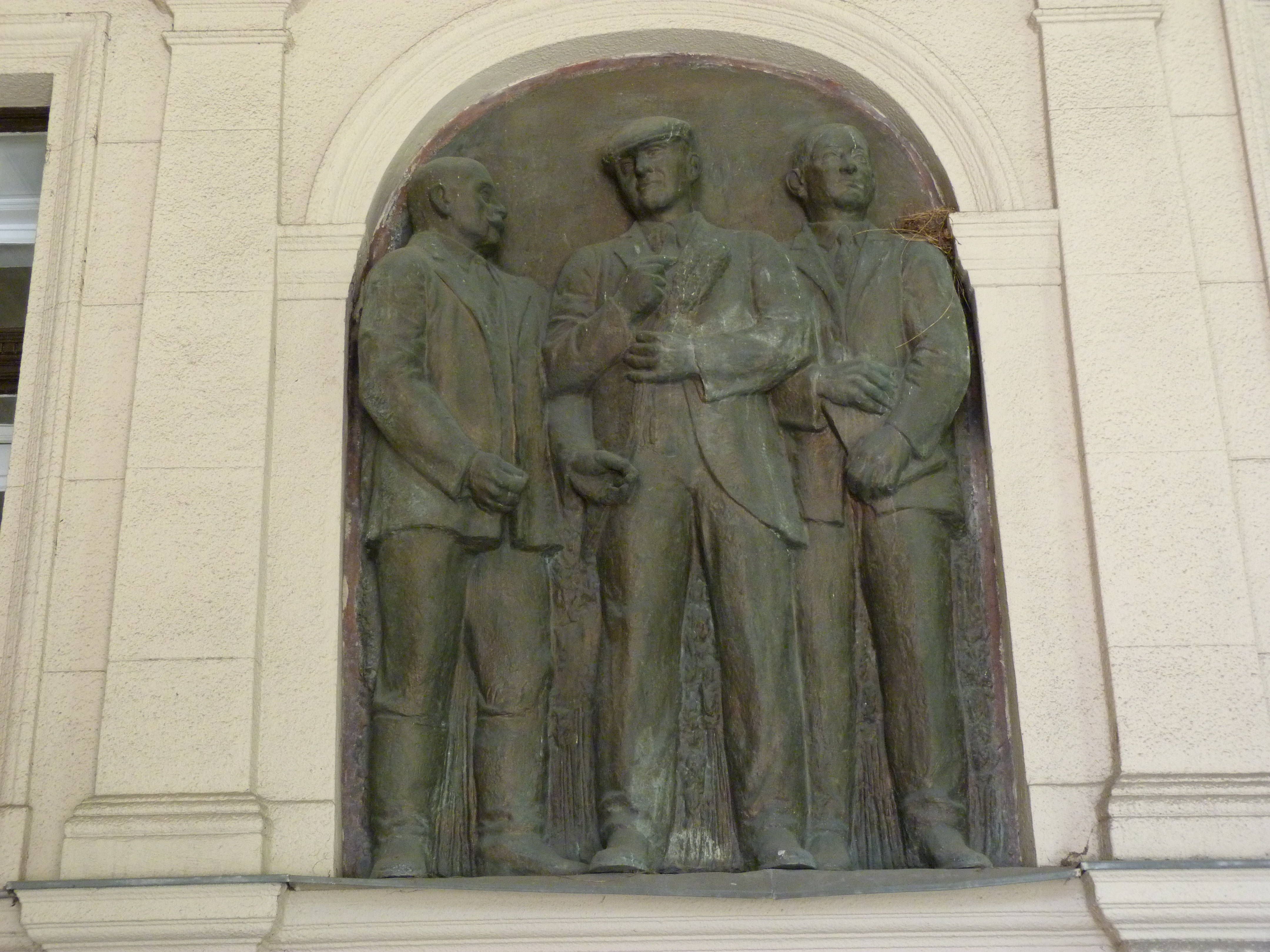
Baross László és társai domborműve

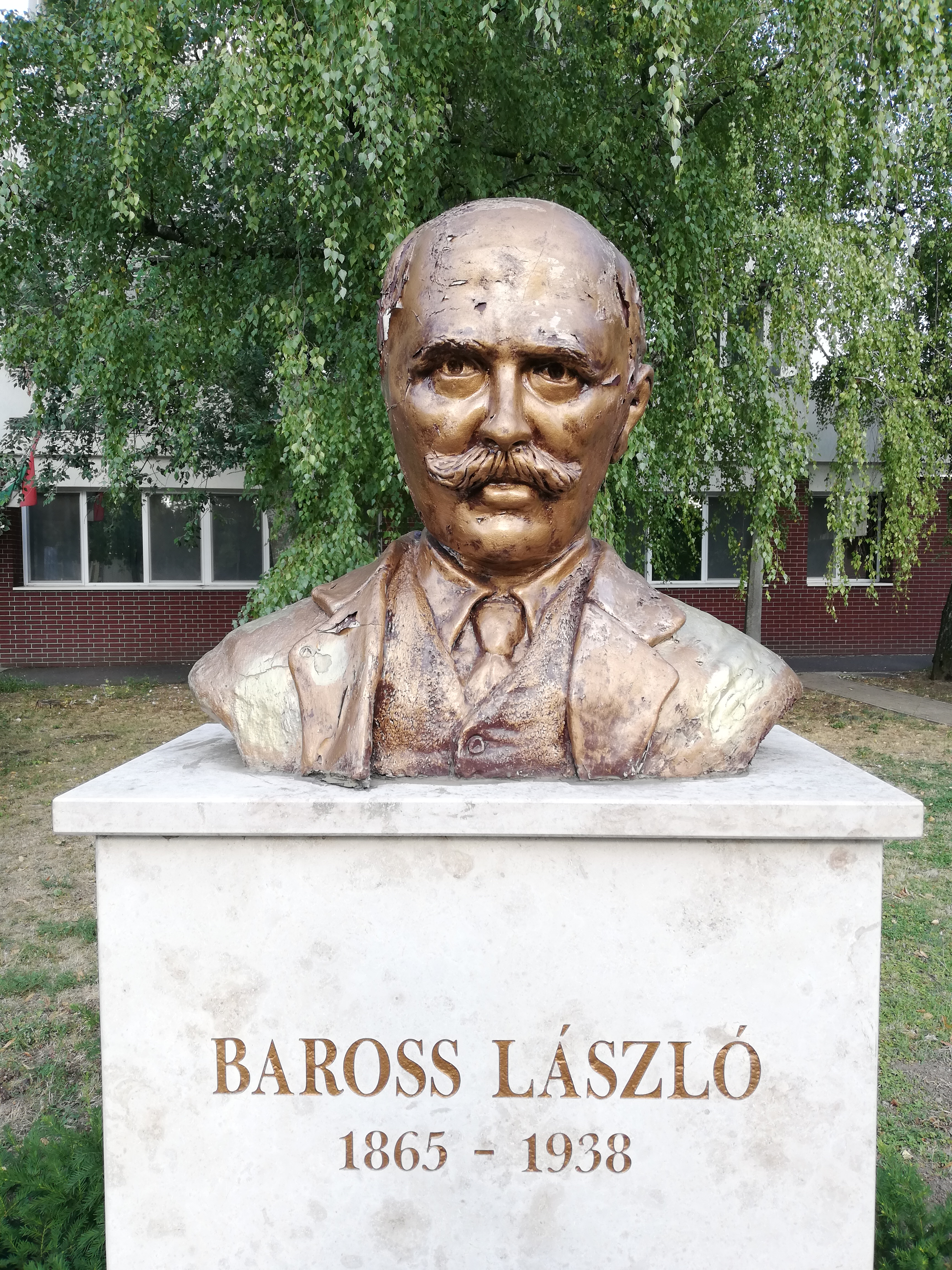
Orosházi mellszobra

Baross búzanemesítési eredményeit nem fogadták osztatlan lelkesedéssel. A kétkedők elsősorban búzáinak bizonytalan fagyállóságát hozták fel ellenérvként. Egyik legfőbb ellenzője egyébként kiváló szakember, a Növénynemesítő Intézet igazgatója, Grabner Emil volt, aki az említett ok miatt tiltakozott a bánkúti búzák elterjesztése ellen, noha azok már 1928-ban elnyerték a legmagasabb minősítési fokozatot: "államilag törzskönyvezett fajták" lettek. Baross és Grabner között éles vita bontakozott ki a "Köztelek" hasábjain. Grabner nem engedte 1929-ben a bánkúti búzákat részt venni az országos vetőmagakcióban, és ismét a gyenge fagyállóságát hozta fel fő indoknak. Baross válaszcikkeiben az általa kibocsátott és visszakapott kérdőívekkel – melyeket bánkúti búzát kapott gazdaságoknak küldött – bizonyította, hogy a fagykár (ahol volt) 5-15%-os, a maximum 25% volt. Igazságtalannak tartotta Grabner támadását, és búzáinak kirekesztését az országos vetőmag akcióból.
De a bánkúti búzák a gyakorlatban bizonyítottak minden szónál és betűnél ékesebben. Felülmúlták az összes hazai fajtát, fényesen igazolták Surányi és Hankóczy kutatási eredményeit, valamint a szintén Cserháti tanítvány Manninger G. Adolf Baranya vármegyei gyakorlati kísérleteit, és jelentős mértékben hozzájárultak ahhoz, hogy a Növényvédelmi Hivatal túlnyomó részben a bánkúti fajtákat adta ki az országos vetőmagakcióban. A Földművelésügyi Minisztérium ugyanis 1931-ben elhatározta a búza minőségi javítását és körzetenkénti egységes termesztését. Ezt az akciót a B 1201 és 1014, a Székács 1055,1242 és 17, valamint a Hatvani 1140 és 1201 fajtákkal kezdték meg.
A két bánkúti fajtáról így szólt a szakvélemény: "a B 1201 a jó és közepes talajok búzája. Gyenge, homokosabb összetételű talajra nem való. Szakállas búza, szalmája középerős. Egyike a legkorábban érő és a rozsdával szemben legellenállóbb fajtáknak. Ezek a tulajdonságai hazai viszonylataink között különösen értékessé teszik. Rozsda ugyan ezen a búzán is található, azonban a mag megszorulásától ellenálló képessége védi. Bokrosodó képessége közepes, s így korábban is inkább többet, mint kevesebbet kell vetni belőle. A vetőmag pontos mennyiségét természetesen a talaj minősége és a vetés ideje szabja meg. Kalászállása nem teljesen egyenletes. Fagyállósága kifogástalan. Sikértartalma és minősége egyike hazai búzáink között a legjobbaknak.
A B 1014 hazai fajtáink között talán a legjobb minőséget adja, termőképessége azonban főleg a jobb talajokon nem tudja elérni a bánkúti 1201-t. Szalmája is gyengébb. Kissé homokosabb összetételű, esetleg hidegebb talajokon van létjogosultsága. Rozsda ellenállóképessége szintén a B 1201 mögött van. Egyébként korán kalászol és korán érik. Szintén szakállas búza."
1931 őszén csak a nagygazdaságoknak adtak vetőmagot oly feltétellel, hogy a teljes termést az akcióra fogják vetőmagnak felajánlani. 1932-ben a bánkúti uradalomtól átvettek 900 mázsa B 1205-t, (mely erősen hasonló volt a B 1201-hez) s mivel 1933-ban a Székács 17-et és a két Hatvani-fajtát kizárták az akcióból, így abban három Bánkúti és két Székács-fajta vett részt (B 1201: 90%, B 1205: 3%, B 1014: 2%, Sz 1055: 3%, Sz 1242: 2%). S bár 1934-ben súlyos aszály, 1935-ben pedig a gyakori jégesők akadályozták a jobb termés elérését, a bánkúti búzák csatát nyertek.
Baross, aki végtelenül szerény ember volt (világhírű fajtáit sem saját magáról nevezte el), ezekben az években beteljesülni látta korábbi álmait. Itthoni ellenzői is elhallgattak, amikor 1933-ban a kanadai Reginában rendezett búza-világkiállításon a B 1201-t jelölték a világ legjobb búzájának, és Baross aranyérmet, valamint díszoklevelet kapott.
- Listaelem

## Utolsó évei, hagyatéka
Baross a zab- és a cirok nemesítésével, majd utolsó éveiben a ricinus és a gyapot nemesítésével is foglalkozott, s még komoly tervei voltak, amikor Bánkút-pusztán 1938. június 3-án 73 éves korában meghalt. Sajnos, laboratóriuma, felszerelései és feljegyzéseinek nagy része 1944-ben a háborús események következtében megsemmisült.
Búzafajtái negyedszázadon keresztül a legjobbak voltak Magyarországon, s hazánk búzavetés-területének nagyobbik részén az ő fajtáit termesztették, még 1947-ben is 60, 1957-ben pedig 57%-án.

## Emlékezete
- 1959-től Martonvásáron szobor őrzi emlékét.
- 1962 óta az ő nevét viseli a mátészalkai mezőgazdasági technikum, ma Északi ASzC[2] Baross László Mezőgazdasági Technikum, Szakképző Iskola és Kollégium.[3]
- 2017-ben Orosházán avattak szobrot emlékére Mokry Sámuel és Székács Elemér mellszobraival egyetemben.